# Lobos UAD de Mazatlán
Los Lobos UAD de Mazatlán fue un equipo que participó en el Circuito de Baloncesto de la Costa del Pacífico con sede en Mazatlán, Sinaloa, México.

## Historia
Equipo que obtuvo el campeonato en la Temporada 2008.

## Jugadores

### Roster actual
- Alan Cortez
- Alejandro Aguirre
- Antonio Vallejo
- Juan Carlos Berumen
- Clodoaldo Rodríguez
- Héctor Ibáñez
- Patricio García
- Ron Selleaze
- Tyson Patterson
- José Enrique Rodríguez
- Christian Domínguez
- Julio Ignacio Suárez
- Juan Carlos Osuna
- Julio Suárez